# Michael Bohman
Carl Michael Bohman, född 28 juni 1917 i Stockholm, död 27 februari 2005, var en svensk barn- och ungdomspsykiater. Han var son till Signe och Gunnar Bohman och far till Hélène Bohman Blomqvist (född 1949), känd från musikgruppen Stenblomma.
Efter studentexamen 1937 blev Bohman medicine kandidat 1940 och medicine licentiat 1945. Han var t.f. underläkare vid kirurgiska avdelningen vid Nyköpings lasarett 1945, kirurgiska avdelningen vid Eskilstuna lasarett 1946, auskultant vid Norrtulls sjukhus 1946 samt student vid pediatriska klinikerna i Lyon och Paris som franska statens stipendiat 1947.  Han var extra läkare vid rättspsykiatriska kliniken i Stockholm 1948, Stockholms epidemisjukhus 1948–50, barnläkare vid Internationella flyktinghjälpen vid flyktingtransporter till Australien 1950, underläkare vid medicinska avdelningen vid Sabbatsbergs sjukhus 1950–52, vikarierande förste underläkare vid psykiatriska kliniken vid Karolinska sjukhuset 1952, läkare vid Stockholms stads psykiska barna- och ungdomsvård i Hökarängen 1953–57 samt rådgivande psykiater vid Hammargårdens skolhem i Skå socken från 1955. 
Bohman blev medicine doktor i Stockholm 1970 på avhandlingen Adopted children and their families: a follow-up study of adopted children, their background, environment and adjustment. Han var professor i barn- och ungdomspsykiatri vid Umeå universitet 1972–83.
Michael Bohman är begravd på Skogskyrkogården i Stockholm.